# Лебедева, Ксения Петровна
Лебедева Ксения Петровна (род. 12 декабря 1987, Могилёв) — белорусская журналистка и телеведущая, пропагандист. Специальный корреспондент отдела экономических новостей главной дирекции Агентства телевизионных новостей. Ведущая авторской информационно-аналитической рубрики «Это другое» на канале Беларусь 1.
Получила известность в период журналистского освещения протестов в Белоруссии 2020—2021 годов.
Как пропагандист «режима Лукашенко» находится под санкциями 27 стран Евросоюза и ряда других государств.

## Биография
Ксения Лебедева родилась 12 декабря 1987 года в Могилёве.
Заочно училась на факультете журналистики, подрабатывала на женском портале Velvet.by, где вела свой блог под фамилией Альхмам (Ксения была замужем за иностранцем и исповедовала ислам). В своём блоге о том, что она исповедует ислам, писала: «К сожалению, не могу похвастаться тем, что я прилежная мусульманка, но мне комфортно в этой религии».
В 2016 году, пройдя общий кастинг, была принята в Белтелерадиокомпанию в отдел экономических новостей. В настоящее время является специальным корреспондентом отдела экономических новостей главной дирекции Агентства телевизионных новостей. О своей работе в то время она говорила: «что работает в сельхозредакции, так как в политотдел не пробиться. Там много платят, очень высокая конкуренция».
В период протестов в Белоруссии 2020—2021 годов в качестве журналиста государственного телеканала освещала «женские марши» протестующих.
С 2020 года ведёт свой YouTube‑канал «Ксения Лебедева LIVE».
С июля 2021 года ведёт авторскую информационно-аналитическую рубрику «Это другое» на канале Беларусь 1.
В октябре 2022 года Instagram заблокировал страницу пропагандистки Ксении Лебедевой. В день закрытия страницы Лебедева делала репортаж из Куропат, куда европейские дипломаты пришли почтить память жертв репрессий, и цеплялась к дипломатам с «неудобными», по её мнению, вопросами.
По заверениям одного из информаторов, литовского юриста Мантаса Данелюса (позже арестованного в Литве по подозрению в шпионаже на КГБ[что?]), который снабажал Лебедеву информацией о белорусских активистах, Ксения Лебедева является сотрудником информационной службы КГБ. По её завернию все звёзды службы новостей Белорусского гостелерадио одновременно являются действующими сотрудниками КГБ.

## Награды
- Гран-при молодёжного конкурса документального кино социальной направленности «Евразия.DOC: 4 минуты» (за короткометражный фильм «Деревня Дудичи»)[1];
- Благодарность президента Республики Беларусь (16 января 2021 года)[5];
- Премия Правительства Российской Федерации в области средств массовой информации (18 декабря 2024 года, Россия) — за создание документального фильма «Мариуполь»[8].

## Критика
В своей журналистской работе Ксения Лебедева не утруждается проверкой фактов. Также она часто преподносит откровенно фейковую информацию. Так, например, в октябре 2022 года Лебедева озвучила фейк прямо в лицо Лукашенко, заявив, что Служба безопасности Украины якобы объявила его в розыск, хотя на самом деле ни СБУ, ни МВД Украины не объявляли в розыск Александра Лукашенко. Незадолго до встречи с Лукашенко на Обуз-Лесновском Лебедева распространила фейк, что главнокомандующий Вооруженными силами Украины Валерий Залужный носит браслет со свастикой, хотя, как выяснилось, это было изображение скандинавского узора. В августе 2022-го Лебедева в своей передаче «Это другое» заявила, что британская разведка официально сообщила о том, что ВСУ потеряли 200 тысяч убитыми. Но британская разведка воздерживалась от оценок потерь украинской стороны с самого начала конфликта и давала оценки только российским потерям.
В мае 2022 года Лебедева в своей передаче «Это другое» озвучила, что «бандеровцы мечтают добавить к Украине и часть Гомельской, и Брестской области, а у России — [забрать] земли, которые отошли ей еще в XVIII веке», представив при этом мнение группы людей, не имеющей никакого отношения к официальным украинским властям, за позицию государства.
В декабре 2021 года Лебедева рассказала о польском дезертире Эмиле Чечко, который сбежал в Беларусь из Польши и заявил в интервью с ней, что на границе польские военные якобы ежедневно убивали мигрантов, а также польских волонтёров. Данную информацию проверило Управление Верховного комиссара ООН по правам человека и заявило, что не располагает данными о массовых захоронениях мигрантов на польско-белорусской границе, о которых рассказывал в интервью белорусским пропагандистам Эмиль Чечко. Кроме того, у Лебедевой не вызвала вопросов и личность самого Чечко, как и вероятный мотив побега военнослужащего: на родине его ждал суд за то, что он избил свою мать. Также его задерживали пьяным и под воздействием марихуаны за рулём, а из армии на момент побега его просто не успели уволить.
В августе 2022 года вышел ещё один эпизод шоу, также посвященный теме отношений с Польшей, в котором озвучивались тезисы, что Польша хочет захватить западную часть Беларуси и что Армия Крайова была «нацистским» формированием и осуществляла геноцид белорусского населения, при этом прямых доказательств Лебедева так и не привела, а приведённые ей тезисы оказались ложными.
Редакторы портала Velvet.by, на котором Ксения Лебедева писала о моде, утверждают, что её тексты были «неблестящие, приходилось много править».
В августе 2022 года Ксения Лебедева в своём телеграм-канале опубликовала фрагмент видео якобы интервью с экс-калиновцем, «приехавшим в увольнение». После выпуска видео сам респондент заявил, что «на видео порядка 85% информации — это бред, и 15% правды».
В феврале 2023 года после жалобы Ксении Лебедевой в эфире своей передачи на гостелеканале «Беларусь 1», в старом костёле на Гродненщине была закрашена фреска «Чудо на Висле», которая, как считается, защищала местных жителей от репрессий 1930-х годов. Фреска была создана в первой половине 30-х годов XX века белорусским художником Пётром Сергиевичем.

## Санкции
В августе 2023 года Лебедева, как пропагандист который получает выгоду и поддерживает режим Лукашенко, попала под санкции всех стран Европейского союза: 

В своих рубриках и репортажах на телеканале "Беларусь 1" она продвигает российскую пропаганду об агрессивной войне России против Украины и белорусскую государственную пропаганду, направленную против оппозиции и сопредельных государств. Ксения Лебедева продвигает идеи о том, что Украина совместно с НАТО с 2020 года проводит информационно-психологические спецоперации против Белоруссии, а также нарративы режима Лукашенко о том, что представители оппозиции финансируются западными странами.— «Официальный журнал Европейского союза», Брюссель, 3 августа 2023 года
В том же месяце к санкциям Европейского союза присоединились Швейцария, Северная Македония, Черногория, Албания, Украина, Босния и Герцеговина, Исландия, Лихтенштейн и Норвегия.